# Postal francesa
Una postal francesa es una pequeña cartulina, del tamaño de una tarjeta postal, que presenta una fotografía de un desnudo o semidesnudo femenino. Tales tarjetas eróticas fueron producidas en gran cantidad, principalmente en Francia, a finales del siglo XIX y principios del XX. El término fue adoptado en los Estados Unidos, donde tales tarjetas no se fabricaban legalmente y se importaban de Europa. Las tarjetas eran vendidas como postales, pero recibían tal nombre por su tamaño, no porque se enviaran por correo postal, ya que era ilegal enviar tales imágenes por correo. Se enviaban previo pago y suscripción dentro de sobres. Su tamaño permitía que fueran fáciles de meter en bolsillos de chaqueta, paquetes, y libros. Los vendedores ambulantes franceses, los estancos, licorerías y similares compraban las fotografías para revenderlas a turistas y clientes.

## Imágenes de la postal francesa
Numerosos fotógrafos y estudios produjeron "postales francesas" hasta la Segunda Guerra Mundial, con algunos de ellos presentando modelos particularmente populares:

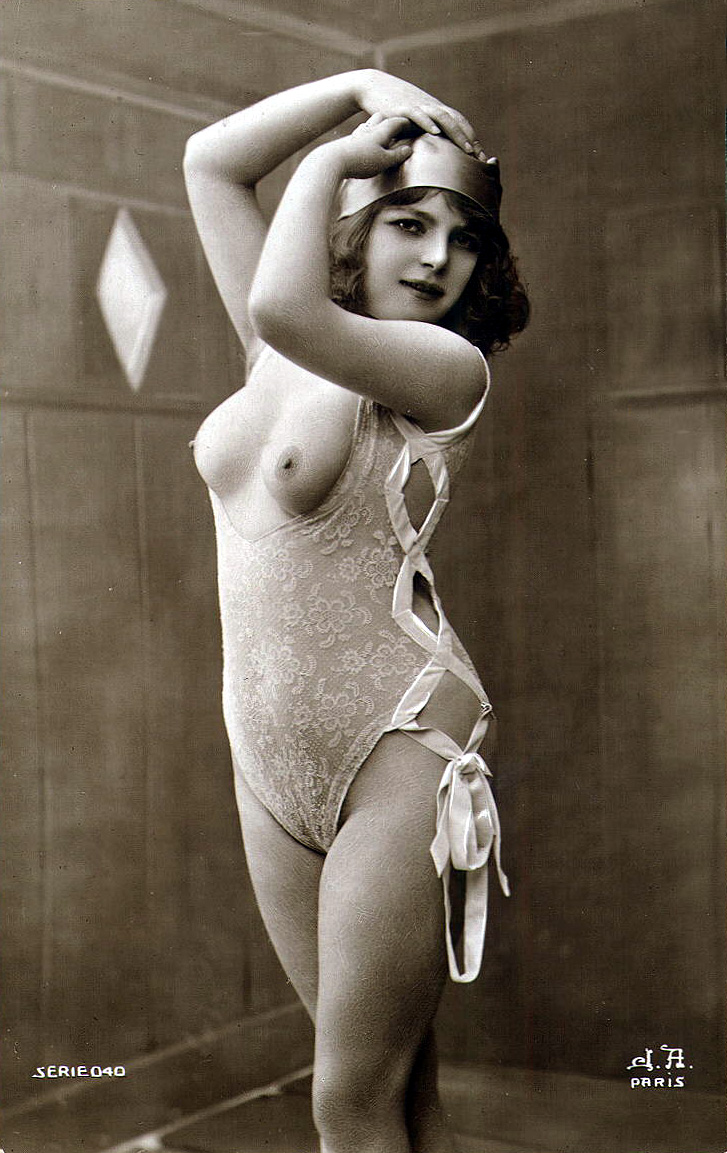
Jean Agélou, modelo: Fernande Barrey; años 1910.
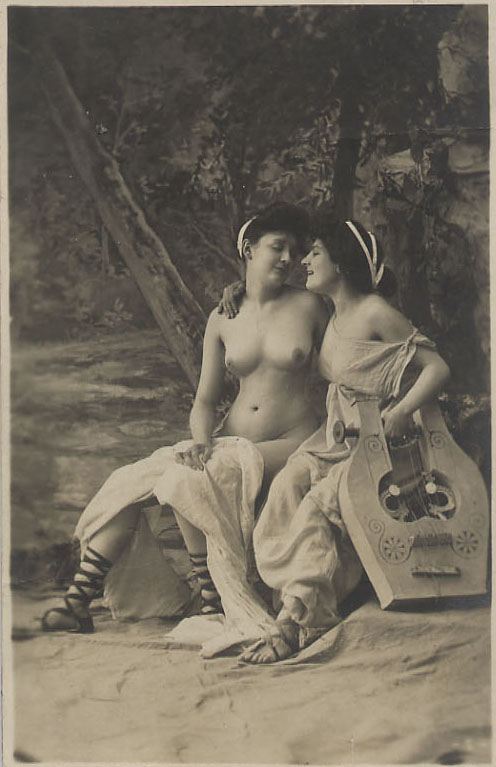
Escena pseudoclasicista con cítara.
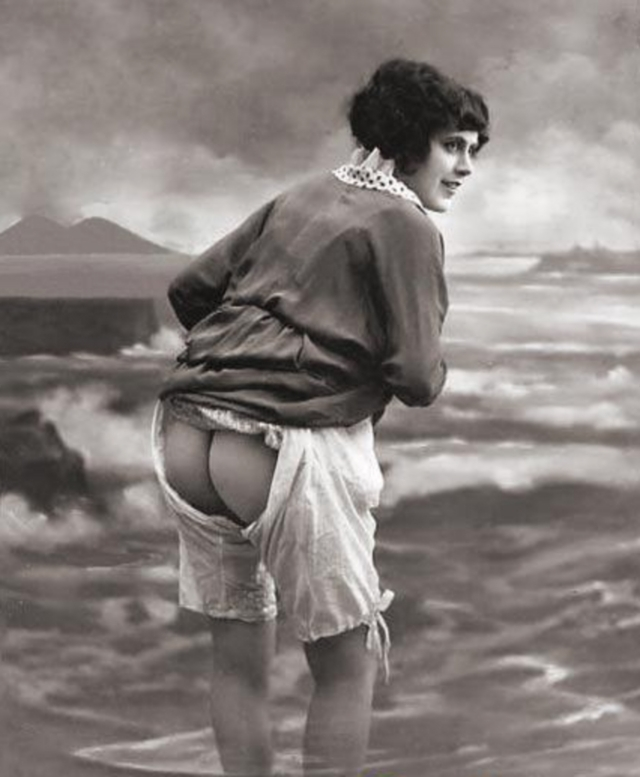
Imagen humorística del Golfo de Nápoles con el Vesubio a la izquierda.
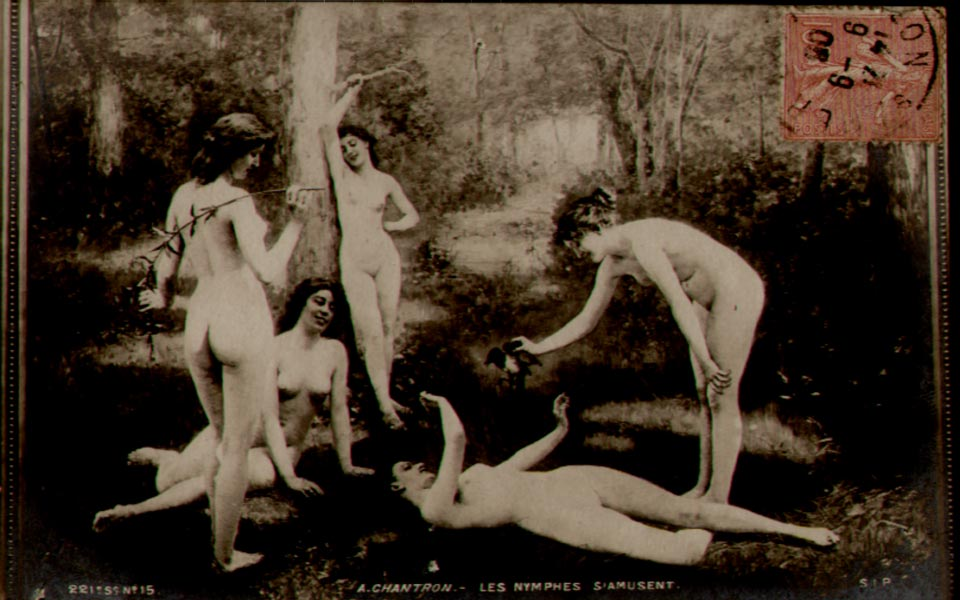
Alexandre Jacques Chantron, "Las ninfas se divierten"; 1918.
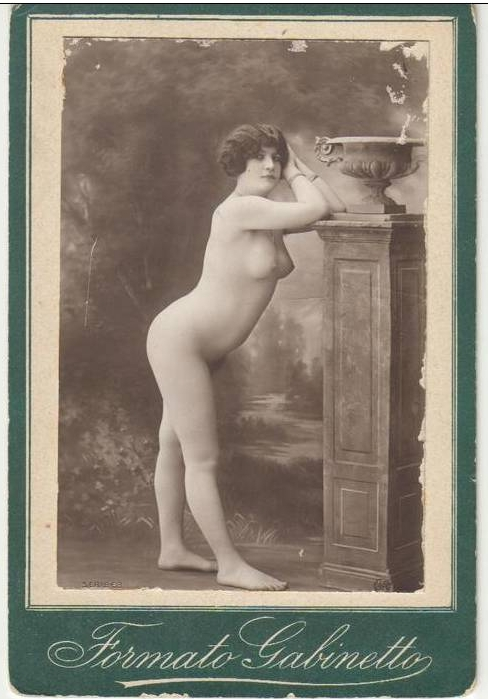
"Formato Gabinetto" de Pantano, Nápoles.
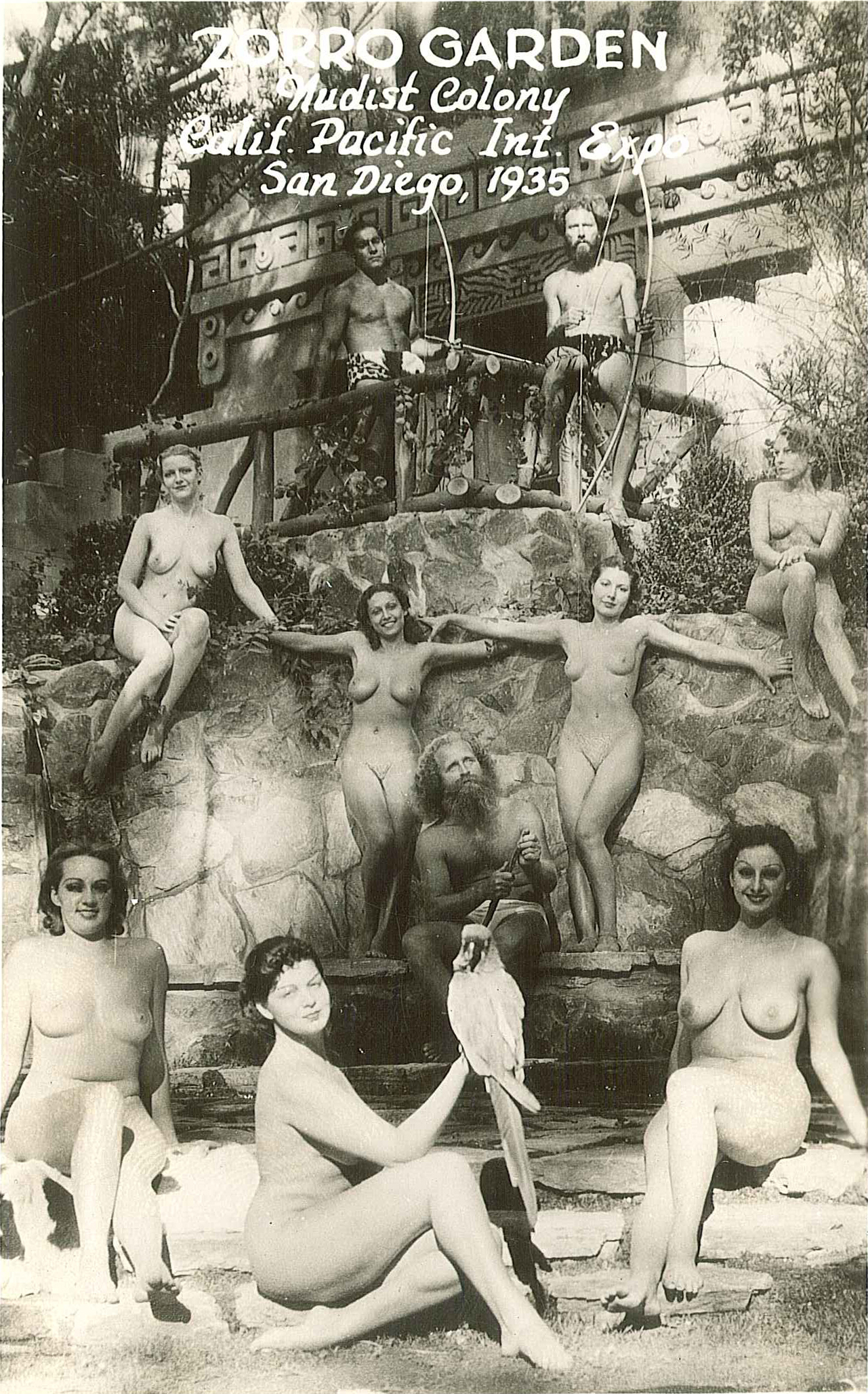
Colonia nudista del Jardín Zoro en San Diego, California; 1935.
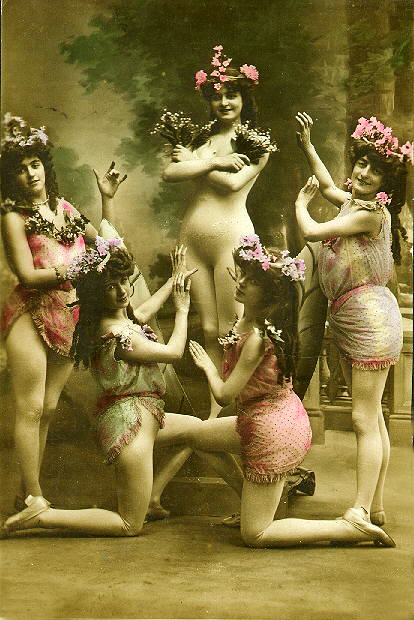
E. Le Delay, "Cinco mujeres desnudas", años 1900.
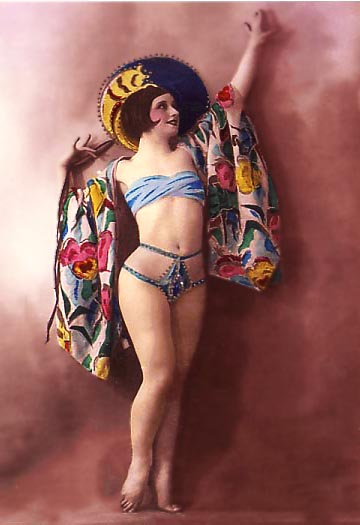
"Postal de mujer francesa", años 1920; un falso desnudo, en realidad cubierto, al estilo de las postales francesas.
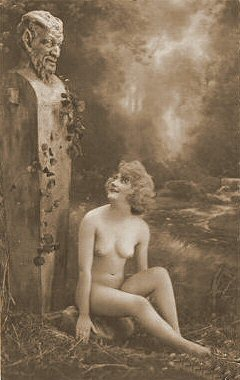
Postal, Joven sentada con una herma del dios Pan, años 1920.

### Imágenes orientalistas
Muchos fotógrafos y estudios se especializaron en imágenes de temática orientalista, a menudo disfrazada de interés antropológico o científico:

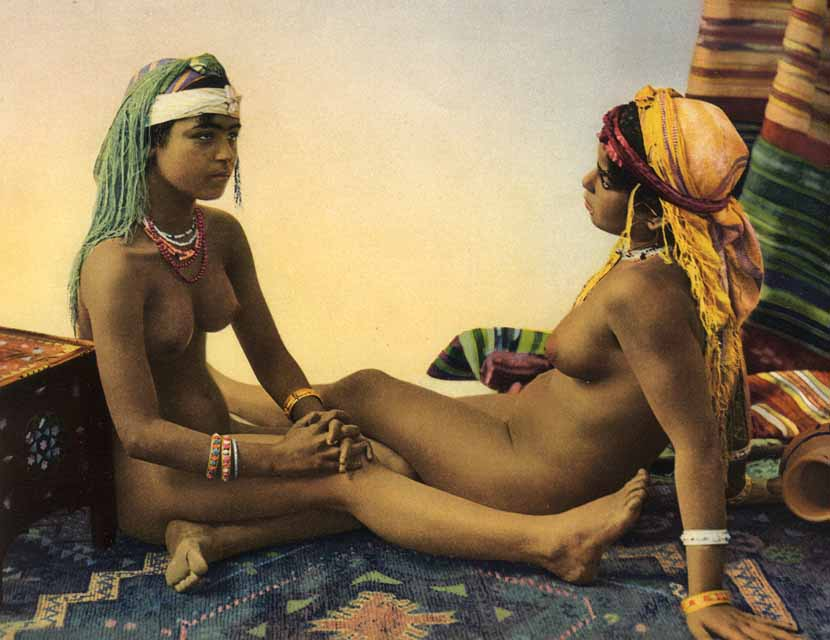
"Jóvenes moriscas argelinas", foto coloreada, hacia 1890.
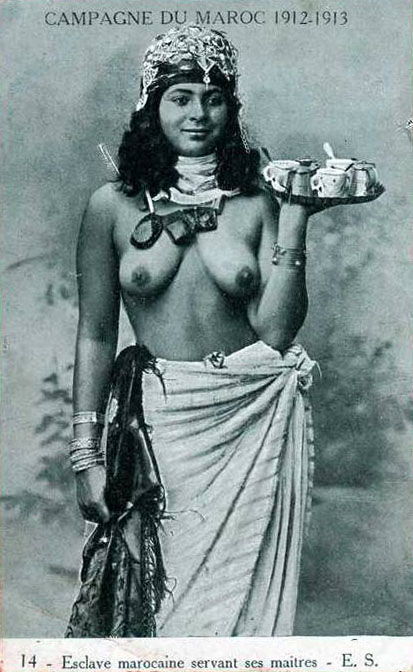
Aqua-Foto L.V.S. "Esclava marroquí sirviendo a su amo"; 1912-1913.
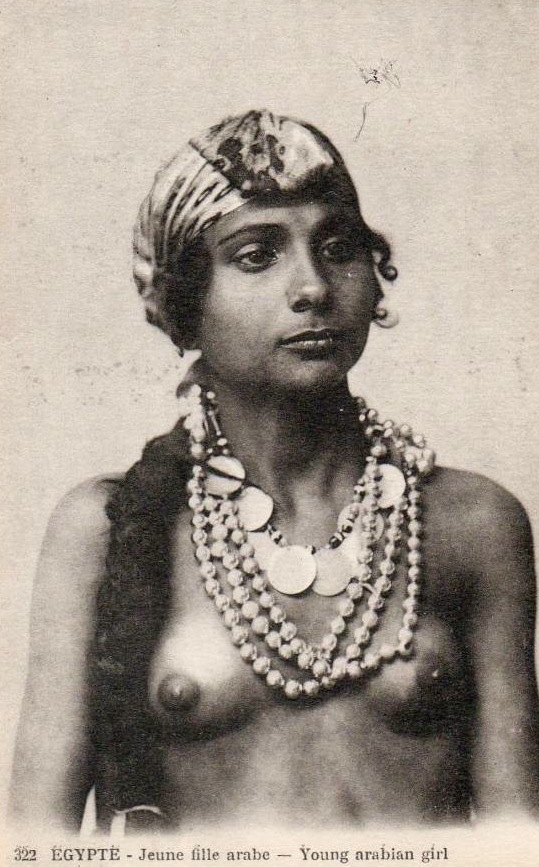
"Muchacha árabe"; años 1900.
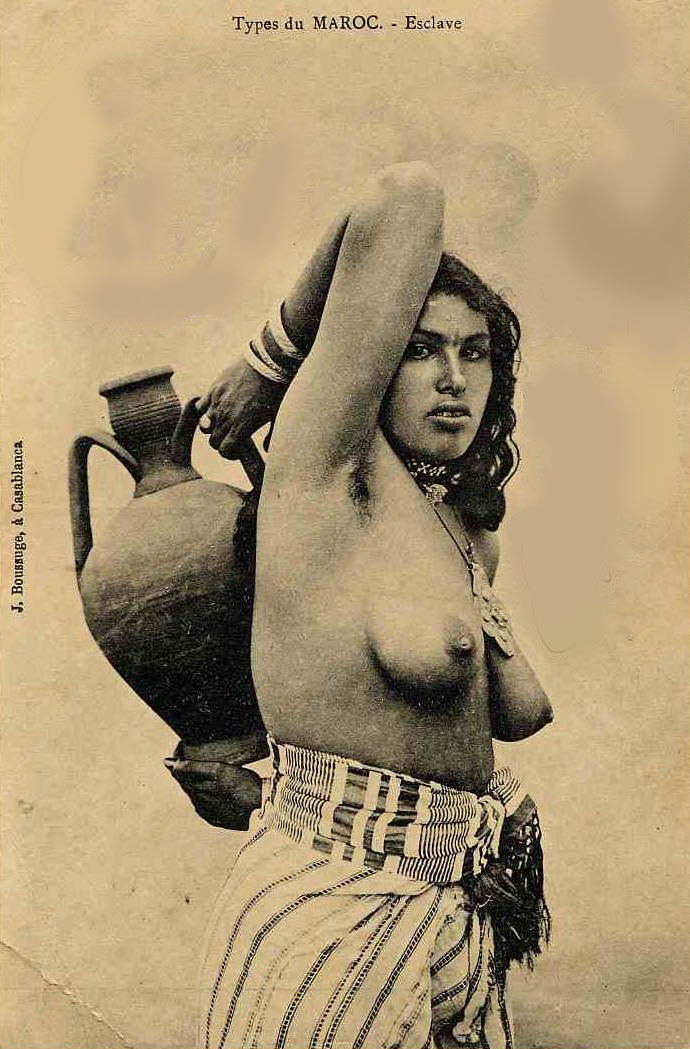
J. Boussuge, "Joven esclava de Casablanca"; años 1900.
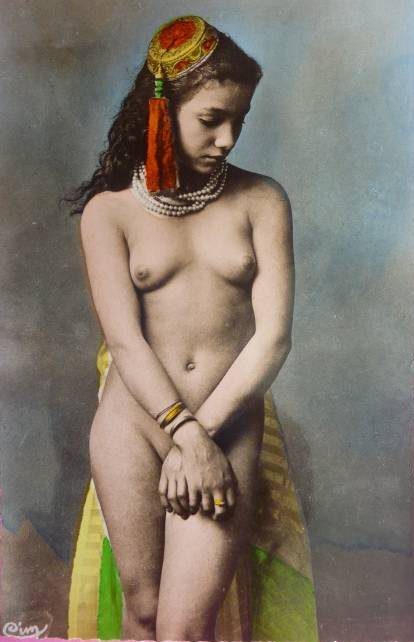
Combier (CIM); foto coloreada, años 1900.
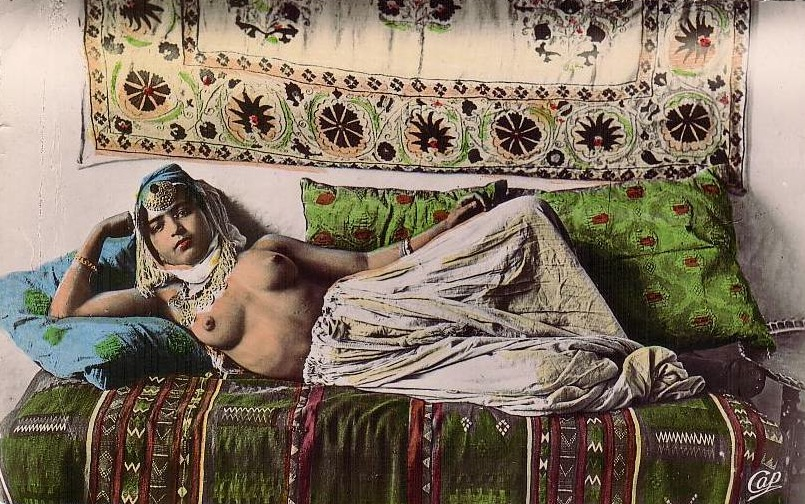
Compagnie des Arts Photomécaniques", "La siesta"; años 1900.
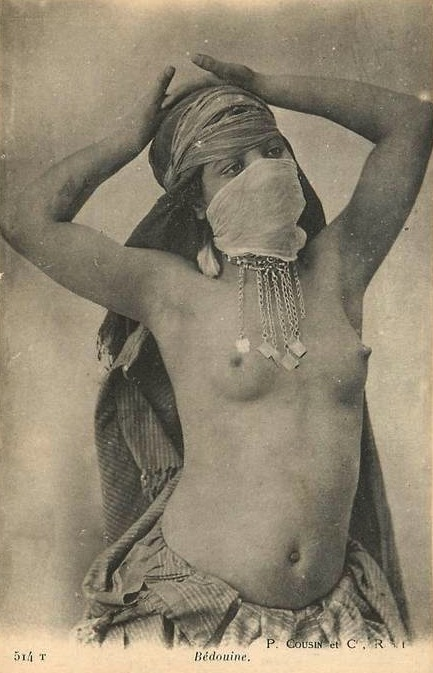
P. Cousin et Cie, "Beduina"; años 1900.
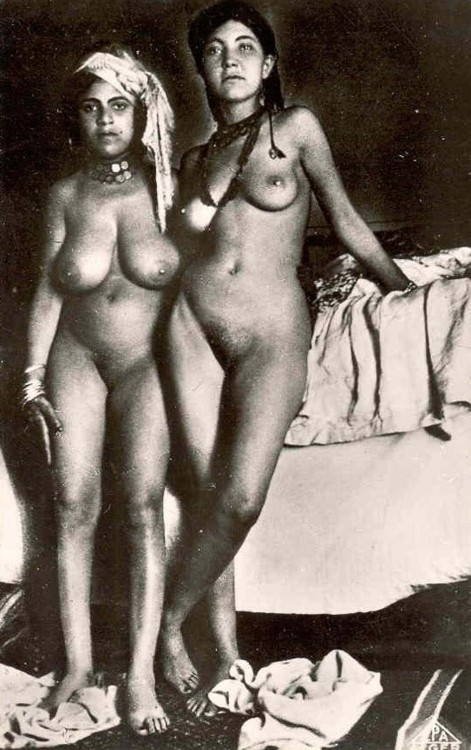
Roger-Viollet/Alinari, "Dos prostitutas en un burdel argelino", 1910.
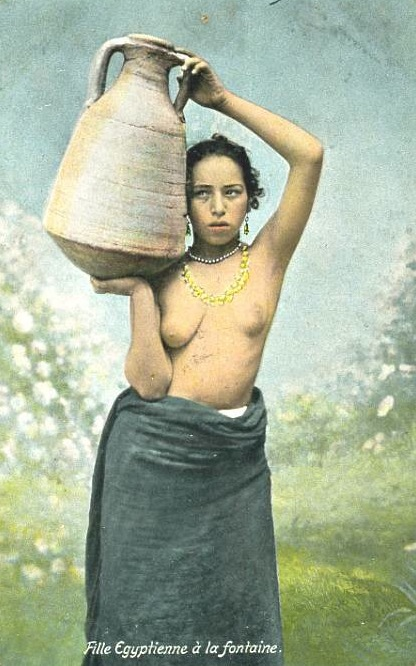
Ephytimos, "Joven egipcia en la fuente", años 1900.
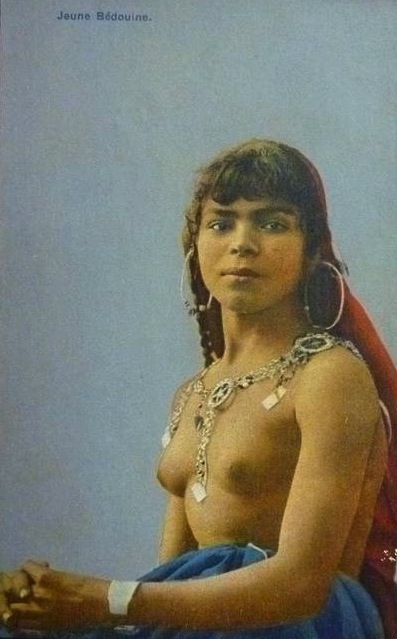
J. Garrigues, "Joven beduina", años 1900.
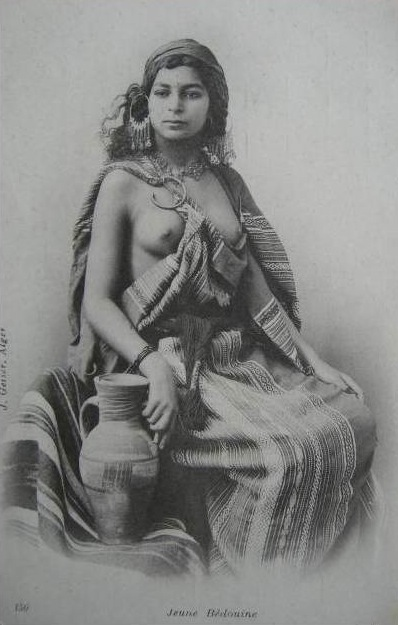
Jean Gieser, "Joven beduina", años 1910.
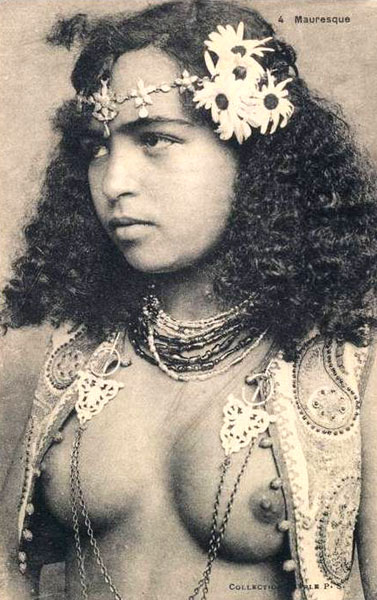
Colección idéale PS, "Mora"; años 1900.
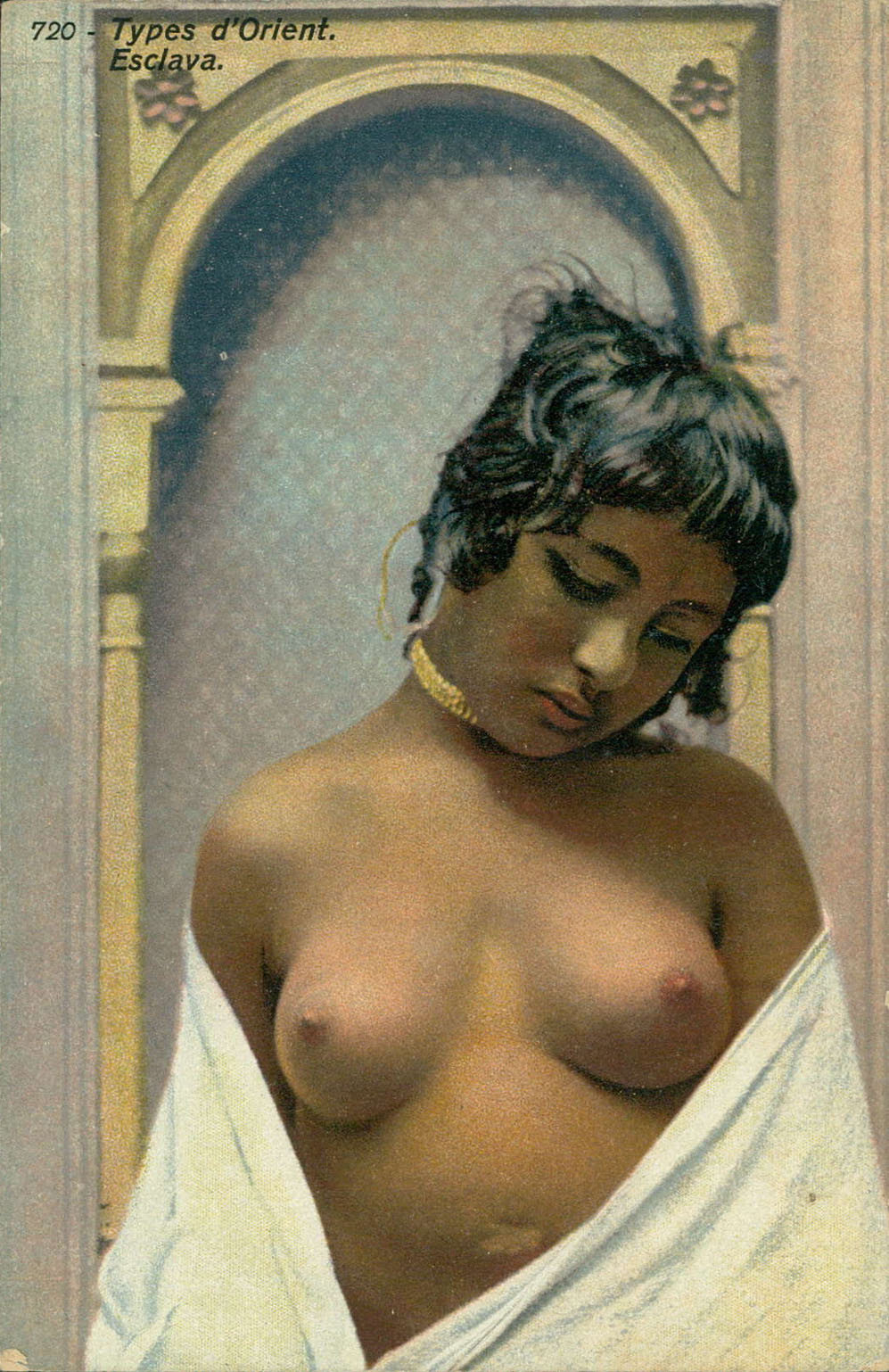
Rudolf Franz Lehnert & Landrock, "Tipo oriental - esclava"; años 1910.
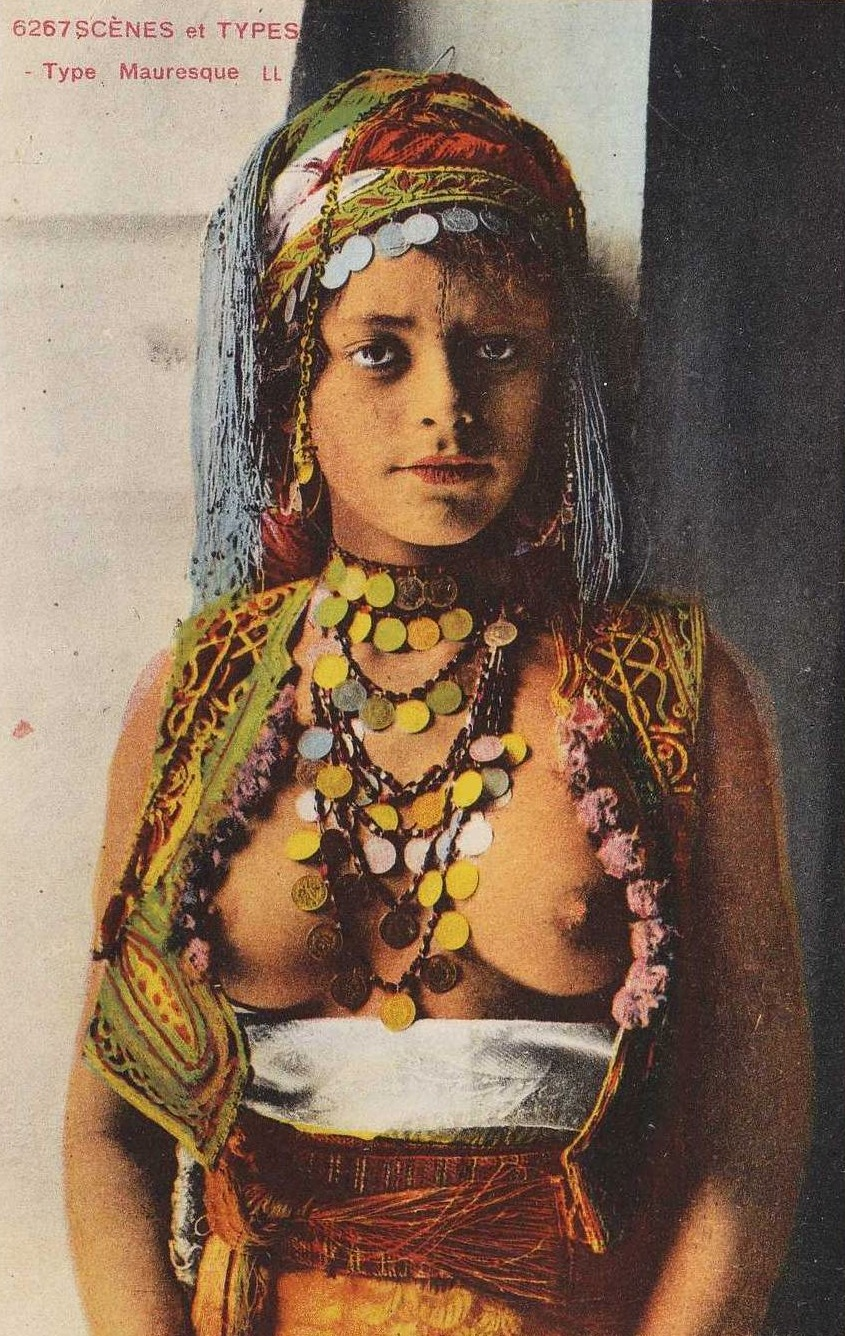
Levy & Fils, "Mora"; años 1900.
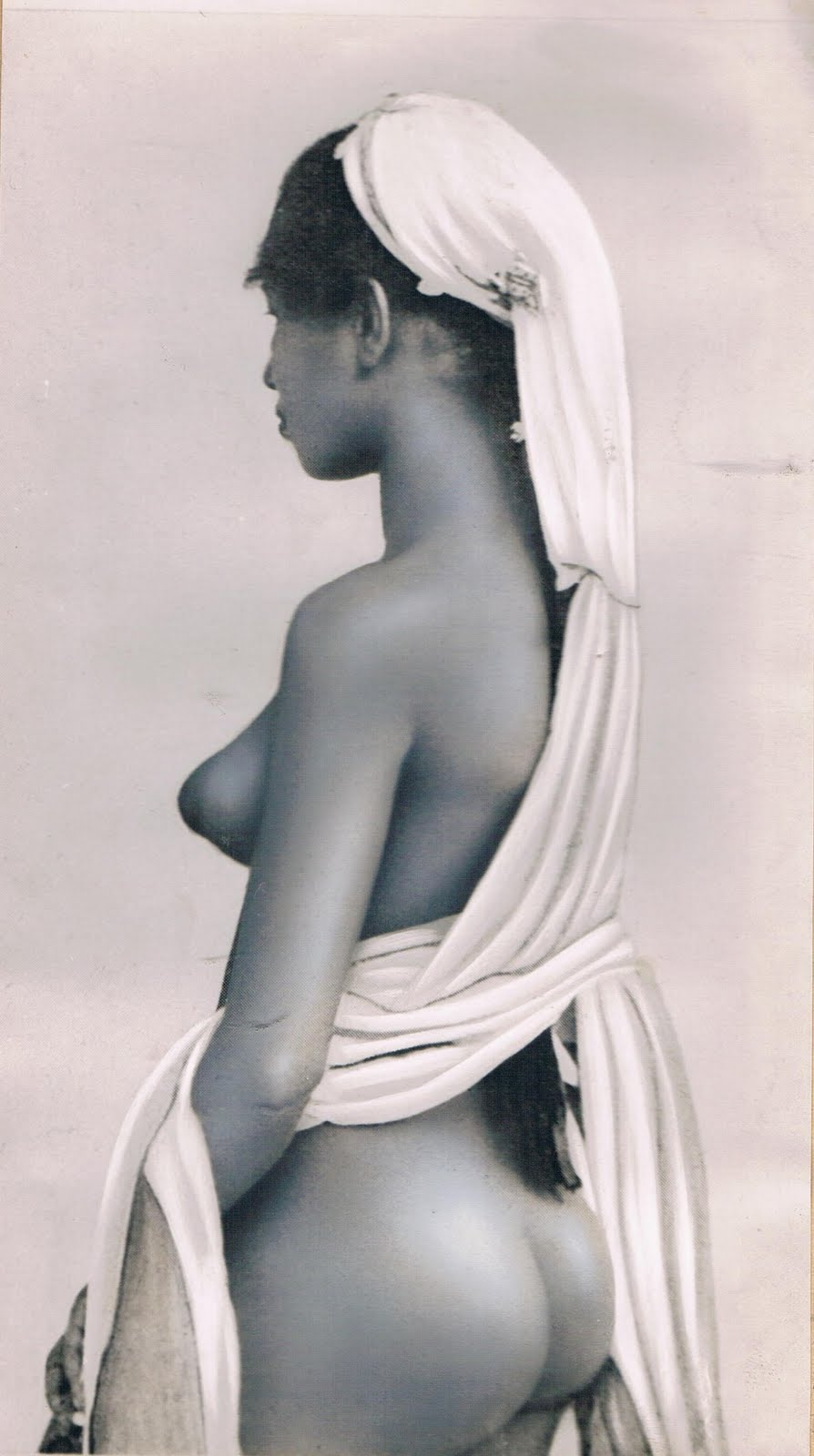
Frères Neurdein, "Joven argelina", 1920.
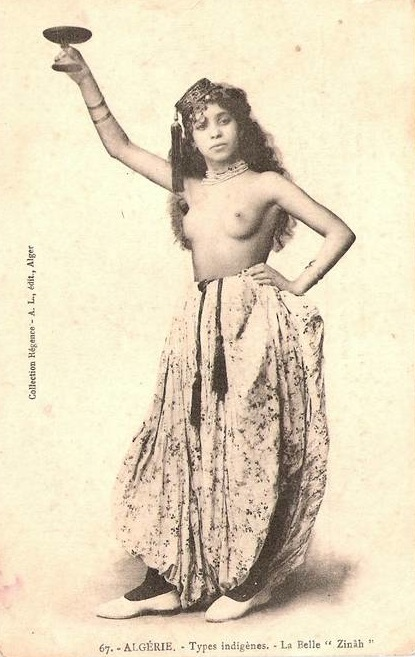
Regence, "La bella Zinah- Argel"; años 1900.
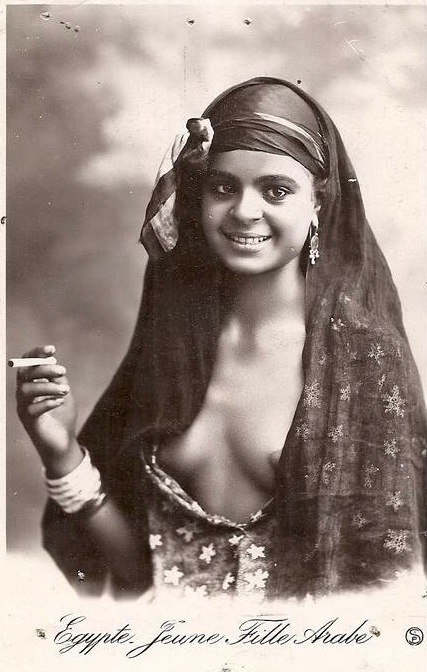
Société Industrielle de Photographie (S.I.P.), "Joven árabe"; años 1900.
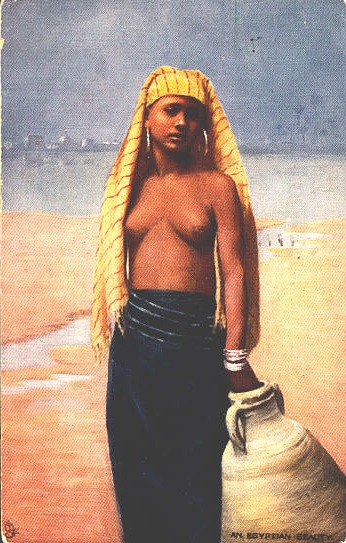
Raphael Tuck & Sons, "Belleza egipcia"; años 1900.
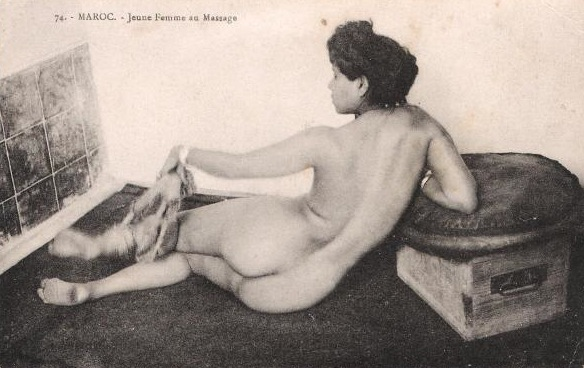
F. Viala, "Joven mujer marroquí masajeándose en el hamman"; años 1900.
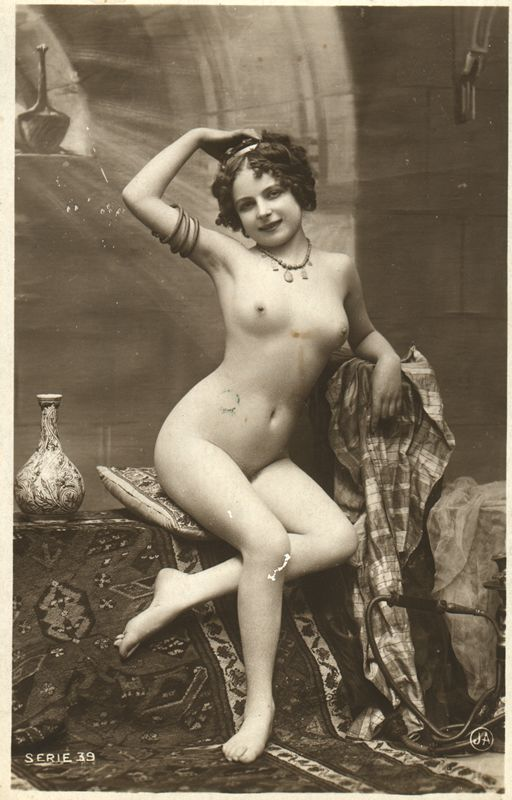
Jean Agélou, modelo: Fernande Barrey, tema pseudoriental; años 1910.